# Устинов, Александр Викторович
Александр Викторович Устинов (1968—1996) — российский гребец.

## Карьера
Чемпион мира 1986 года среди молодёжи. Участник четырёх чемпионатов мира. Двукратный призёр чемпионатов мира.
Участник Олимпиады-1996 в Атланте (США), где стал 13-м в гонке четвёрок без рулевого.
Трагически погиб в автокатастрофе в 1996 году. В Казани проводится турнир по академической гребле памяти Александра Устинова.